# Jean-Daniel Colladon

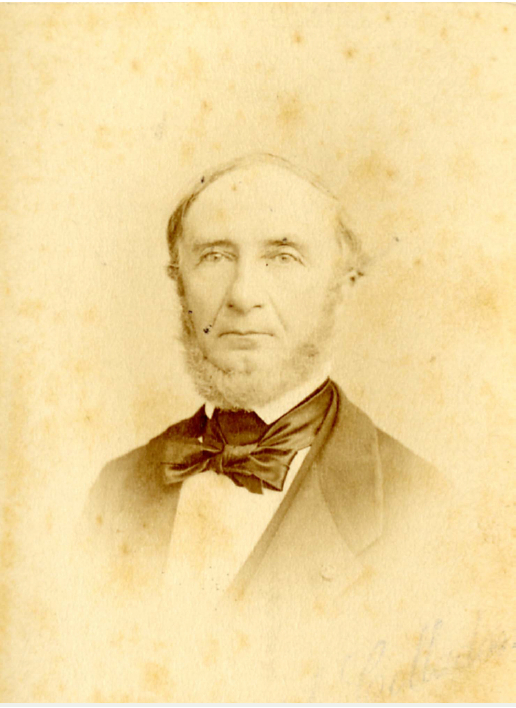
Jean-Daniel Colladon (1870)

Jean-Daniel Colladon (auch Daniel Colladon genannt; * 15. Dezember 1802 in Genf; † 30. Juni 1893 in Genf) war ein Schweizer Physiker.
Jean-Daniel Colladon war der Sohn von Henri Colladon und Jeanne-Marthe Marié. Nach einem kurzen Jura-Studium in Genf ging er nach Paris um Mathematik zu studieren. Anschließend arbeitete er in den Labors der Physiker André-Marie Ampère und Joseph Fourier. Von 1829 bis 1839 unterrichtete er an der eben gegründeten École Centrale in Paris. 1839 Jahr ging er nach Genf zurück und lehrte dort bis 1859 als Professor für Mechanik an der Genfer Akademie.
Im Jahr 1837 heiratete Colladon Stéphanie-Andrienne Ador. Das Paar hatte vier Kinder: Andrienne-Mathilde, Jeanne-Marie, Pierre Louis Henri und Marie Amélie.
In der Wissenschaftsgeschichte ist Colladon vor allem für die erste genaue Messung der Schallgeschwindigkeit im Wasser berühmt. Colladon hat 1826 mit der Hilfe seines Freundes Charles-François Sturm im Genfersee über eine Distanz von 13.887 m eine Schallgeschwindigkeit von 1435 m/s gemessen (bei 8 °C Wassertemperatur, der moderne Wert ist 1441 m/s).
Er hat anfangs auch auf dem Gebiet der Komprimierbarkeit von Flüssigkeiten gearbeitet und später auf den Gebieten der Luftelektrizität und vor allem der Gasfabriken und Gasanwendungen. Er erfand Druckluftbohrmaschinen für den Tunnelbau, die später beim Bau des Gotthardtunnels eingesetzt wurden. Er entwickelte weiterhin ein schwimmendes Wasserrad (ähnlich einer Schiffsmühle). Er hat 1843–44 den Bau der Genfer Gasfabrik und 1862 den Bau der Gasfabrik von Neapel geleitet.
1876 wurde er korrespondierendes Mitglied der Académie des sciences.
Seine Schwester Antoinette Dunant-Colladon war die Mutter Henry Dunants, des Begründers der Internationalen Rotkreuz- und Rothalbmond-Bewegung.